# Стрейндж, Сара
Са́ра Стрейндж (англ. Sarah Strange, 6 сентября 1974 года) — канадская актриса, лауреат канадской премии «Джемини».

## Биография
Сара Стрейндж родилась в Ванкувере в семье сценаристов Лин Сьюзан и Марка Стрейнджа, после школы многократно снималась в шоу и сериалах для телевидения. Многократно номинировалась на премию Gemini Award, но получила её лишь один раз в 1995 году за роль в телесериале Neon Rider.

## Фильмография
- 2016 — «Детсадовский полицейский 2»
- 2008 — «Звёздные врата: Ковчег правды»
- 2006—2008 — «Люди в деревьях» (сериал)
- 2006 — «45-й калибр»
- 2005 — «Белый шум»
- 2004 — «Регенезис», сезон 1
- 2004 — «Охотник за головами»
- 1995 — «Благословение небес Даниэллы Стил»
- 1994 — «Маленькие женщины»
- 1993 — «Динозаврики» (озвучивание)